# Neru
Neru（ネル、1992年8月10日 - ）は日本の男性ソングライター、ボカロP。

## 人物
- 使用VOCALOIDは鏡音リン・鏡音レン・GUMI・IA・MAYU・初音ミク。
- 代表曲は『ロストワンの号哭』『脱法ロック』『東京テディベア』『再教育』など。『ロストワンの号哭』に関してはニコニコ動画で1000万再生を突破している[3]。
- 10本以上のミリオン動画を持つボカロPとしては3人目の人物である。
- 「押入れP」という名前は初投稿の楽曲『風音のクロニクル』の動画の投稿者コメントが由来[4]。そのコメントとは「押入れで眠っていた鏡音リン・レンを使ってみました」というものである。
- 「主に疾走感溢れるロックサウンドが得意であり、唯一無二の世界観を持つ言葉で紡がれた歌詞に多くのファンが熱狂している[5]」と公式サイトでは紹介されている。
- アレンジ担当のときには「z'5」という名義を用いることもある。

## 経歴
- 2009年11月1日に投稿した楽曲『風音のクロニクル』でボカロPデビューを果たす[6]。
- 2011年、18歳の時にニコニコ動画で発表した『アブストラクト・ナンセンス』『東京テディベア』で人気を集めた[6]。
- 2013年3月には初の全国流通アルバム『世界征服』をリリースした[6]。
- 2015年9月にはNBCユニバーサルエンターテイメントからフルアルバム『マイネームイズラヴソング』をリリースした[7]。
- 2017年8月30日発売の初音ミク誕生10年目の記念コンピレーション・アルバム『HATSUNE MIKU 10th Anniversary Album『Re:Start』』に書き下ろしを投稿している[8]。
- 2018年3月にフルアルバム「CYNICISM」をリリースした[9]。

## ディスコグラフィ

### 配信限定シングル
|     | 発売日         | タイトル       |
| --- | -------------- | -------------- |
| 1st | 2011年12月21日 | 東京テディベア |

### 自主制作アルバム
|     | 発売日        | タイトル | 曲一覧 |
| --- | ------------- | -------- | --- |
| 1st | 2012年4月28日 | 小生劇場 | 1. 東京テディベア 2. 少年少女カメレオンシンプトム 3. アブストラクト・ナンセンス 4. 小生劇場 5. オーヴァースレプト 6. 21世紀イグゼンプリファイ 7. ガラクタ・パレード |

### メジャーアルバム
|     | 発売日        | タイトル                 | 曲一覧 | 規格品番                                  |
| --- | ------------- | ------------------------ | --- | ----------------------------------------- |
| 1st | 2013年3月6日  | 世界征服                 | 1. 東京テディベア 2. ロストワンの号哭 3. アブストラクト・ナンセンス 4. 延命治療 5. グッバイ、ロックンロール 6. かなしみのなみにおぼれる 7. オーヴァースレプト 8. 21世紀イグゼンプリファイ 9. 優しい人になりたい 10. 再教育 11. 少年少女カメレオンシンプトム 12. ガラクタ・パレード 13. 小生劇場 14. ハウトゥー世界征服                                       | QWCE-00267                                |
| 2nd | 2015年9月30日 | マイネームイズラヴソング | 1. 世界を壊している 2. 人生は吠える 3. イドラのサーカス 4. アノニマス御中 5. ばいばい、ノスタルジーカ 6. ハリボテ 7. FPS 8. 脱獄 9. 洗脳 10. テロル 11. マイネームイズラヴソング | GNCL-1258 (初回限定盤) GNCL-1259 (通常盤) |
| 3rd | 2018年3月28日 | CYNICISM                 | 1. CYNICISM is (instrumental) 2. SNOBBISM (feat. z'5) 3. い～やい～やい～や(feat. z'5) 4. くたばろうぜ 5. 敗者のマーチ 6. 脱法ロック 7. 失踪チューン 8. それでも僕は歌わなくちゃ 9. この劣等感を救ってくれ 10. ニヒルと水没都市 (feat. z'5) 11. 捨て子のステラ(feat. z'5) 12. ねえ、レイン (feat. z'5) 13. なんて物騒な時代だ 14. 病名は愛だった (feat. z'5) | GNCL-1277 (初回限定盤) GNCL-1278 (通常盤) |

## 提供楽曲・共同制作
- 大渕野々花
  - 朱く染めて心臓（作詞・作曲・編曲）TVアニメ『怪異と乙女と神隠し』エンディング主題歌(2024)[10]
- りぶ
  - 人生は吠える (作詞・作曲・編曲)

- Gero
  - 慟哭のエピカ (作詞・作曲)
- Gero×オーイシマサヨシ
  - ふて寝DISCO (作詞・作曲・編曲)(2023)
- ＿＿（アンダーバー）
  - タイガーウルフ（作曲・編曲）
- +α/あるふぁきゅん。
  - 終天のオルコス（作詞・共作曲）
  - この劣等感を救ってくれ(作詞・作曲・編曲)
- まふまふ
  - 忘却のクオーレ（作詞・作曲・編曲）
- そらる
  - アノニマス御中（作詞・作曲・編曲）2nd Album「夕溜まりのしおり」提供曲(2015)
  - 捨て子のステラ（作詞・作曲・編曲）3rd Album「ビー玉の中の宇宙」提供曲(2016)
  - ねぇ、レイン（作詞・作曲・編曲）Album「夢見るたまごの育て方」提供曲(2017)
  - ぽんこつ白書（作詞・作曲・編曲）5th Album「ゆめをきかせて」提供曲(2021)
  - インブリーダーズ（作詞・作曲・編曲）Mini Album「創空とメルヒェン賛歌」提供曲(2022)
  - レヴェノイド（作曲）6th Album「ユメトキ」提供曲(2025)
- そらる×りぶ
  - うざったいな（作詞・作曲・編曲）
- いかさん
  - 失踪チューン（作詞・作曲・編曲）
- ぱなまん
  - 敗者のマーチ（作詞・作曲・編曲）
- ナナヲアカリ
  - ハッピーになりたい（作詞・作曲・編曲）
  - ビビっちゃいない（作詞・作曲・編曲）
  - 一生奇跡に縋ってろ（作詞・作曲・編曲）
  - お釈迦になる（作詞・作曲・編曲）
  - 正解はいらない（共作詞・作曲・編曲）TVアニメ『戦隊大失格』エンディングテーマ(2024)
- 焚吐
  - オールカテゴライズ（編曲）
  - てっぺん底辺（編曲）
  - 人生は名状し難い（作詞・作曲・編曲）
  - 僕は君のアジテーターじゃない（作詞・作曲・編曲）
- 緒方恵美
  - オオカミ少年隊のテーマ（作詞・作曲・編曲）
- FUZI
  - 0verf1ow（作曲・編曲）
  - 0ptimi2er（作曲・編曲）
  - 0bsol3scence（共作曲・共編曲）
  - 0scill4tor（共作曲・共編曲）
  - Vision（作曲・編曲）
- NOTHING TO DECLARE
  - Snakes and Ladders（トラック制作）
- 夢みるアドレセンス
  - サイエンス≠アドレセンス（作詞・作曲・編曲）
- ワンダーランズ×ショウタイム
  - potatoになっていく（作詞・作曲・編曲）
- Ado
  - 阿修羅ちゃん（作詞・作曲・編曲）
- 『Caligula2#クランケ』
  - 祈っているだけ（作詞・作曲）

- 『アイドリズム』凪沙つぐみ(CV.北方奈月)
  - 贖罪アルカディエーション（作詞・作曲）
- コンピレーションアルバム『キメラ』(2021)
  - ロールレスウエポン(共作曲・共作詞)
- ウォルピスカーター
  - ラディーチェ（作詞・作曲・編曲）TVアニメ『ニンジャラ』エンディングテーマ(2023)
- 運命の巻戻士
  - 風となれ（作詞・作曲・編曲）(2023)
- 岡野 佳(CV.潘めぐみ)
  - たそがれエンドロール（作曲）OVA「ゆゆ式」キャラクターソングアルバム(2017)
- Sou
  - 世界を射抜いて（作詞・作曲・編曲）TVアニメ「THE NEW GATE」オープニングテーマ(2024)
- ケルベロスブレイド
  - 片翼のアルカディア（作詞・作曲・編曲）
  - 碧落の冒険家（作詞・作曲・編曲）
  - 悠久のメイズ（作詞・作曲・編曲）
  - PUZZLE（作詞・作曲・編曲）

### その他
- ディエス・イレ（作詞）
- 少年トラジティ（作詞）
- yamaji kill you（作詞・作曲・編曲）
- トレモロアームの孤独（作詞・作曲・編曲）
- 2週間近く遅刻してすみません（作詞・作曲・編曲）
- ココロハコブネ（作詞・作曲・編曲）
- 隣の芝生 is blue（作詞・作曲・編曲）
- 鏡音リンレン放送局ジングル（作詞・作曲・編曲）
- Merlyn（作詞・作曲・編曲）